# Charlie Yelverton
Pour les articles homonymes, voir Yelverton.
Charles W. « Charlie » Yelverton, né le 5 décembre 1948, à New York, est un ancien joueur et entraîneur américain de basket-ball. Il évolue durant sa carrière aux postes d'arrière et d'ailier.

## Palmarès
- Vainqueur de la coupe d'Europe des clubs champions 1975
- Champion d'Italie 1974, 1978